# Liste der Regierungsmitglieder des Unabhängigen Staates Kroatien (1941–1945)
Diese Liste der Regierungsmitglieder des Unabhängigen Staates Kroatien (1941–1945) enthält die Mitglieder der Regierung sowie weitere führende Politiker des von 1941 bis 1945 bestehenden Unabhängigen Staates Kroatien (USK).

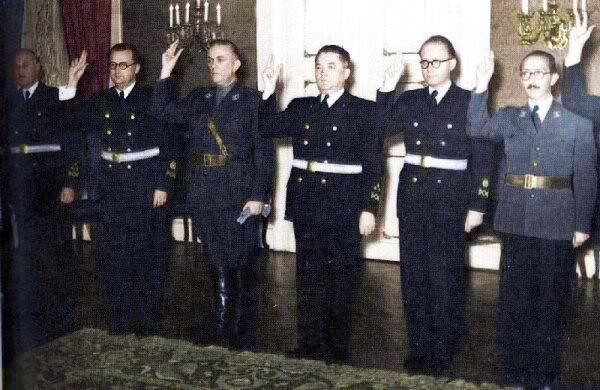
Vereidigung der Mitglieder der ersten Regierung des Unabhängigen Staates Kroatien, durch den Poglavnik Ante Pavelić (16. April 1941, 20 Uhr).

## Liste
Staatsführer
(Poglavnik)
- 10. April 1941 bis Mai 1945:
Ante Pavelić (1889–1959)[1]

Stellvertreter des Staatsführers
(Poglavnikov zamjenik)
- 16. April 1941[2] bis Januar 1943 (de jure):
Slavko Kvaternik (1878–1947)
Kvaternik verließ den USK jedoch de facto im Oktober 1942 wegen Differenzen mit Pavelić. Nach Kvaternik erfolgte keine Ernennung mehr.

Präsident der Regierung
(Predsjednik vlade)
- 16. April 1941[2] bis 2. September 1943:
Ante Pavelić[1]
- 2. September 1943 bis Mai 1945:
Nikola Mandić (1869–1945)[3]

Vizepräsident der Regierung
(Potpredsjednik vlade)
- 16. April 1941 bis 7. November 1941:
Osman Kulenović (1889–1947)[2]
- 7. November 1941 bis Mai 1945:
Džafer Kulenović (1891–1956)

Staatlicher Obernotar – Hüter des Staatssiegels (Protonotar)
(Državni pribilježnik – čuvar državnog pečata)
Der Protonotar war Vorsitzender des Staatsrates und Siegelbewahrer des Großen und Kleinen Staatssiegels des USK. Er zeichnete gegebenenfalls Gesetze, Dekrete, Staatsakte gegen und siegelte diese. Ursprünglich sollten beide Siegel vom amtierenden Justizminister verwahrt werden.
- 11. Oktober 1942 bis 11. Oktober 1943:
Mirko Puk
- 11. Oktober 1943 bis Mai 1945:
Andrija Artuković (s. o.)

Minister für Äußere Angelegenheiten
(Ministar vanjskih poslova)
- 16. April 1941[2] bis 9. Juni 1941:[5]
Ante Pavelić[1]
- 9. Juni 1941 bis 23. April 1943:[5]
Mladen Lorković (1909–1945)[6]
- 23. April 1943 bis 5. November 1943:
Mile Budak (1889–1945)[7]
- 5. November 1943 bis 29. April 1944[5] oder 2. Mai 1944:
Stijepo Perić (1896–1954)[8]
- 29. April 1944 bis 5. Mai 1944:[5]
Mladen Lorković (s. o.)
- 5. Mai 1944 bis Mai 1945:
Mehmed Alajbegović (1906–1947)[9]

Minister der Kroatischen Heimwehr (1941)/
Minister der Streitkräfte (ab 1943)
(Ministar Hrvatskog domobranstva/
Ministar oružanih snage)
1941 mit Befehlsgewalt über die regulären Streitkräfte (Hrvatsko domobranstvo) und ohne Befehlsgewalt über die Ustascha-Miliz (Ustaška vojnica), welche dem Innenminister unterstellt war. Ab 1943 Umbenennung und -strukturierung. Ab 21. November 1944 mit Befehlsgewalt über die regulären Streitkräfte und die Ustascha-Miliz, vereinigt als „Kroatische Streitkräfte“ (Hrvatske oružane snage, HOS).
- 16. April 1941[2] bis Oktober 1942:
Slavko Kvaternik (s. o.)
- 1942 bis 1943:
Vilko Begić (1874–1946?)
- August 1943 bis Ende Januar 1944:[10]
Miroslav Navratil (1893–1947)
- Ende Januar 1944[10] bis 31. August 1944 (verhaftet):[11]
Ante Vokić (1909–1945), daneben auch Verkehrsminister
- 1. September 1944 bis 6. Mai 1945:[12]
Nikola Steinfl (1889–1945)

Minister für Innere Angelegenheiten
(Ministar unutarnjih poslova)
Bis 20. November 1944 auch mit Befehlsgewalt über die Ustascha-Miliz (Ustaška vojnica).
- 16. April 1941[2] bis 10. Oktober 1942:[5]
Andrija Artuković (1899–1988)
- 10. Oktober 1942 bis 29. April 1943:[5]
Ante Nikšić
- 30. April 1943 bis 11. Oktober 1943:[5]
Andrija Artuković (s. o.)
- Oktober 1943 bis 31. August 1944 (verhaftet):[13]
Mladen Lorković (s. o.)[6]
- 31. August 1944[5] oder 1. September 1944 bis 6. Mai 1945:[14]
Mate Frković (1901–1987)

Minister für Justiz (1941)/
Minister für Justiz und Religion (ab 1942/43)
(Ministar pravosuđa/
Ministar pravosuđa i bogoštovlja)
Ab 1942/1943 auch zuständig für Religionsfragen (bis dahin beim Minister für Religion und Unterricht).
- 16. April 1941 bis 10. Oktober 1942:[5]
Mirko Puk (1884–1945)
- 10. Oktober 1942 bis 1 April 1943:[5]
Andrija Artuković (s. o.)
- 1. April 1943 bis 25. August 1943:[5]
Jozo Dumandčić (1900–1977)
- 25. August 1943 bis Mai 1945:[5]
Pavao Canki

Minister für Finanzen
(Ministar financija)
- ? (unklar, ob überhaupt):
Valdemar Lunaček (1893–1963)
- 1944–1945 (?):
Dragutin Toth (1890–1971)

Minister für Handwerk, Industrie und Handel
(Ministar obrta, veleobrta i trgovine)
- 30. Juni 1941 bis 15. Oktober 1941:[15] 
Marijan Šimić (1898–?)
- 15 Oktober 1941 bis 10. Oktober 1942:[5]
Dragutin Toth (s. o.)
- 10. Oktober 1943 bis 1. Februar 1944:[5]
Josip Cabas (1900–1980)
- 3. April 1944 bis 6. Mai 1945:[16]
Vjekoslav Vrančić (1904–1990)

Minister für Landwirtschaft
(Ministar poljoprivrede)
- 1943 bis 1945:
Stjepan Hefer (1897–1973)

Minister für Forstwirtschaft und Bodenschätze
(Ministarstvo šumarstva i rudarstva)
- 16. April 1941 bis 10. Oktober 1943:[5]
Ivica Frković (1894–1980)
- 11. Oktober 1943 bis Mai 1945:[5]
Josip Balen (s. o.)

Minister für Religion und Unterricht/
Minister für Nationale Bildung
(Ministar bogoštovlja i nastave/
Ministar narodne prosvjete)
Die „Nationale Bildung“ umfasste dabei auch die Zuständigkeit für Propaganda. 1942 wurde die Zuständigkeit für Religion auf den Minister für Justiz übertragen.
- 16. April 1941 bis 2. November 1941:[5]
Mile Budak (s. o.)
- 2. November 1941 bis 10. Oktober 1942:[5]
Stjepan Ratković (1878–1968)
- 10. Oktober 1942 bis 11. Oktober 1943:[5]
Mile Starčević (1904–1953)
- 11. Oktober 1943 bis Mai 1945:[5]
Julije Makanec (1904–1945)

Minister für Sozialpolitik
(Ministar socijalne politike)
- ?:
Janko Tortić (1902–1962)

Minister für Wiederaufbau/
Minister für die Versorgung der kriegsgeschädigten Gebiete
(Ministar obnove/
Ministar skrbi za postradale krajeve)
- 11. Oktober 1943 bis 5. Mai 1944:
Mehmed Alajbegović (1906–1947)[9]
- 30. August 1944[17] bis Mai 1945:
Mehmed „Meho“ Mehičić (1904–1967)

Minister für die befreiten Gebiete
(Ministar za oslobođene krajeve)
„Befreite Gebiete“ waren die 1941 vom USK an Italien abgetretenen Küstengebiete, deren Wiederangliederung dieser nach der Kapitulation Italiens am 8. September 1943 proklamierte.
- 11. Oktober 1943 bis 20. Mai 1944:[5]
Edo Bulat (1901–1984)

Minister für Volkswirtschaft
(Ministar narodnog gospodarstva)
- 16. April 1941[2] bis 30. Juni 1941:[5]
Lovro Sušić (1891–1971)
- 10. Oktober 1942 bis 11. Oktober 1943:[5]
Josip Balen (1890–1964)

Minister für Gesundheit
(Ministar zdravstva)
- 16. April 1941 bis 10. Oktober 1942:[5]
Ivan Petrić

Minister für Verkehr
(Ministar saobraćaja)
- ?:
Pavao Canki (1892–1945)
- 11. Oktober 1943 bis 1. September 1944:[18]
Ante Vokić (1909–1945),
daneben auch Minister der Streitkräfte

Minister für Vereine
(Ministar udružbe)
- 16. April 1941 bis 1. Juli 1941:[5]
Jozo Dumandžić (1900–1977)
- 1. Juli 1941 bis 10. Oktober 1942:[5]
Lovro Sušić (1891–1971)

Präsident des Gesetzgebenden Ausschusses
(Predsjednik zakonodavnog povjerenstva)
- 16. April 1941[2] bis ?:
Milovan Žanić (1882–1946)

Minister ohne Geschäftsbereich
- ab Oktober 1943 bis Mai 1945:
Savo Besarović (1889–1945)
- ? bis Mai 1945:
Živan Kuveždić (1887–1950)
- ? bis Mai 1945:
Lovro Sušić (s. o.)